# Rafael León
Rafael León fue un futbolista peruano que jugaba como defensa y se desempeñaba como back izquierdo. Su padre, también llamado Rafael León, fue arquero del Club Atlético Chalaco en la década de 1910.

## Selección nacional
Fue parte del plantel de la selección peruana que logró el título del Campeonato Sudamericano 1939.

### Participaciones en Copa América
| Copa América       | Sede | Resultado |
| ------------------ | ---- | --------- |
| Copa América 1939. | Perú | Campeón   |

## Clubes
| Club             | País | Año       |
| ---------------- | ---- | --------- |
| Atlético Chalaco | Perú | 1938-1940 |
| Telmo Carbajo    | Perú | 1941-1942 |
| Alianza Lima     | Perú | 1943      |
| Sport Boys       | Perú | 1944-1945 |
| Jorge Chávez     | Perú | 1946      |